# Operation Peking

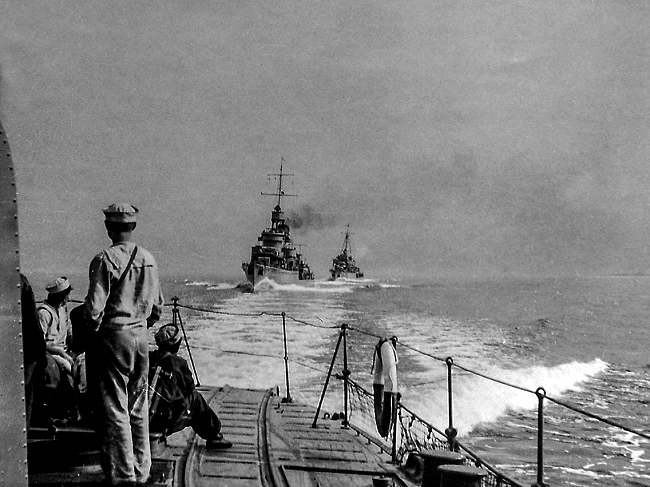
Blick von Błyskawica auf Grom und Burza

Die Operation Peking (auch Peking-Plan) war eine erfolgreiche polnische Marineoperation, die am 29. August 1939 kurz vor Beginn des Zweiten Weltkrieges eingeleitet wurde. Ziel der Operation war, die großen polnischen Überwassereinheiten nach Großbritannien zu verlegen, von wo aus sie weiter gegen Deutschland operierten. Verlegt wurden die drei Zerstörer Burza, Błyskawica und Grom.

## Strategische Ausgangslage
Kurz vor dem deutschen Überfall auf Polen am 1. September 1939 stellte sich das militärische Kräfteverhältnis in der Ostsee folgendermaßen dar:
|                         | Kriegsmarine | Polnische Marine |
| ----------------------- | ------------ | ---------------- |
| Schlacht-/Linienschiffe | 2            | 0                |
| Leichte Kreuzer         | 3            | 0                |
| Zerstörer               | 10           | 4                |
| Minensuchboote          | 30           | 6                |
| U-Boote                 | 10           | 5                |

Deutsche Kriegsmarine: (aktive Kriegsschiffe in der Ostsee)
- 2 Linienschiffe (Schleswig-Holstein, Schlesien)
- 3 Leichte Kreuzer (Nürnberg, Köln und Leipzig)
- 10 Zerstörer (Z 1 Leberecht Maass, Z 2 Georg Thiele, Z 4 Richard Beitzen, Z 8 Bruno Heinemann, Z 9 Wolfgang Zenker, Z 10 Hans Lody, Z 11 Bernd von Arnim, Z 14 Friedrich Ihn, Z 15 Erich Steinbrinck und Z 16 Friedrich Eckoldt)
- 4 Versorgungsschiffe
- 30 Minensuchboote
- 10 U-Boote
- diverse U-Jagdboote

Polnische Marine:
- 4 Zerstörer (Wicher, Burza, Błyskawica und Grom)
- 1 schwerer Minenleger (Gryf)
- 5 U-Boote (Orzeł, Ryś, Sęp, Wilk und Żbik)
- 2 Kanonenboote (Komendant Piłsudski und Generał Haller)
- 6 Minensuchboote (Czajka, Rybitwa, Mewa, Czapla, Jaskółka und Żuraw)
- mehrere kleinere Einheiten

Die drei Zerstörer Burza, Błyskawica und Grom, die zusammen eine Division (poln. Name: Dywizjon Kontrtorpedowców) zur See bildeten, sollten in britische Häfen verlegt werden, da das polnische Oberkommando erkannte, dass die erdrückende deutsche Überlegenheit den polnischen Überwassereinheiten keine Chance ließ.
Zudem rechnete es damit, dass Kriegsmarine und Luftwaffe schnell auf die Wasserstraßen zwischen Dänemark und Schweden zugreifen können würden, weshalb die Verlegung unbedingt vor dem Ausbruch von Gefechten beginnen musste.

## Ablauf

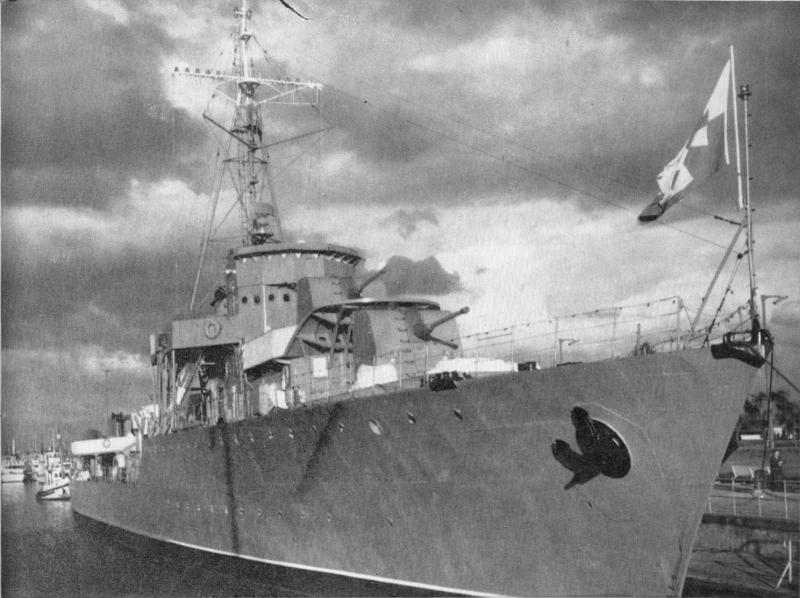
Burza

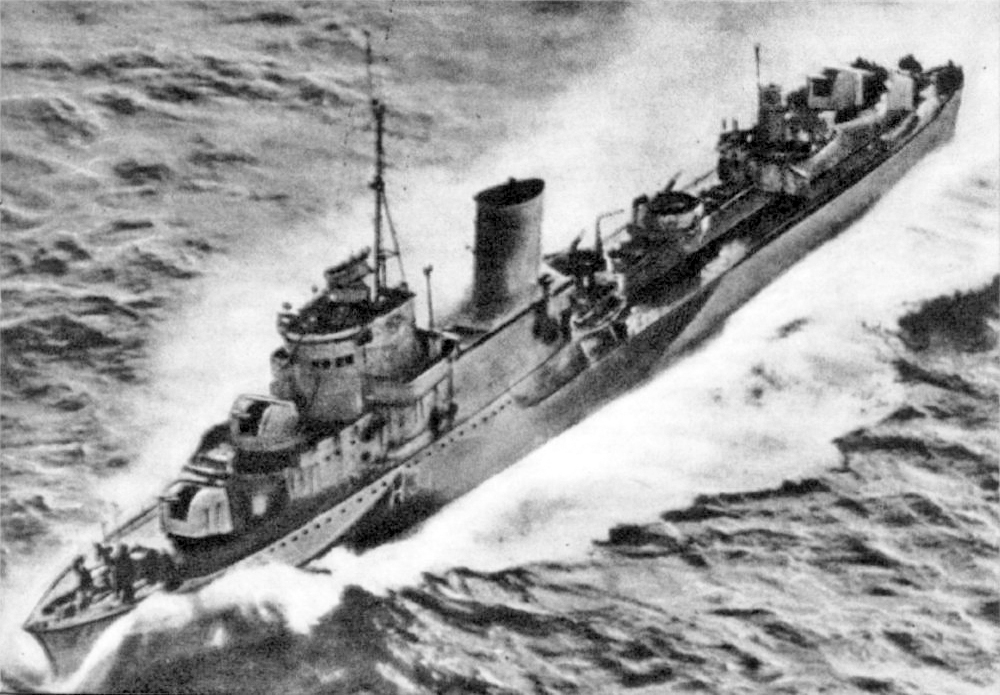
Błyskawica

Am 25. August 1939 unterzeichneten Polen und Großbritannien einen gegenseitigen Beistandspakt. Einen Tag später bestätigte der Kommandant der polnischen Marine Konteradmiral Józef Unrug den Befehl zum Peking-Plan. Der Befehl ging in versiegelten Umschlägen an die Kommandanten der drei betroffenen Zerstörer.
Am 29. August erhielten die drei Schiffe um 12:55 Uhr das Signal „Peking, Peking, Peking“ vom polnischen Oberbefehlshaber Marschall Edward Rydz-Śmigły. Die Siegel des geheimen Befehles Plan Peking wurden gebrochen und die Kommandanten Włodzimierz Kodrębski (ORP Błyskawica), Stanisław Nahorski (ORP Burza) und Aleksander Hulewicz (ORP Grom) erfuhren von ihrem Auftrag. Oberkommandant der Division war Roman Stankiewicz.
Die Schiffe liefen um 14:15 Uhr aus, durchfuhren die Ostsee ohne Probleme und erreichten um Mitternacht den Öresund. Während der Überfahrt begegnete der Verband dem deutschen Leichten Kreuzer Königsberg (zu diesem Zeitpunkt Schulschiff) und auch einem Zerstörer. Da der Krieg noch nicht begonnen hatte, kam es zu keinen Kampfhandlungen.
Am nächsten Tag durchfuhren die drei polnischen Schiffe das Kattegat und erreichten das Skagerrak.
Im Laufe des 31. August sichteten deutsche Seeaufklärer die polnischen Zerstörer. Der Verband änderte den Kurs in Richtung Norwegen, um im Schutze der Dunkelheit zum ursprünglichen Kurs zurückzukehren.
Um 9:45 Uhr am 1. September wurde der Verband vom deutschen Überfall auf Polen informiert. Gegen 13:00 Uhr trafen die Schiffe auf die britischen Zerstörer HMS Wanderer und HMS Wallace, von denen ein Verbindungsoffizier übernommen wurde.
Um 17:37 Uhr erreichte der polnische Marineverband Edinburgh in Schottland.

## Ergebnisse
Die Operation Peking war in Polen zunächst sehr umstritten, denn immerhin wurden die schlagkräftigsten Einheiten der polnischen Marine noch vor dem Beginn der Kämpfe aus dem Kampfgebiet zurückgezogen.
Die Geschichte der zurückgelassenen Einheiten ORP Wicher und Gryf, die innerhalb der ersten drei Kriegstage versenkt wurden, zeigt, dass der Plan Peking die richtige Entscheidung war. Zwar konnten sich die verbliebenen großen Einheiten gegen die Kriegsmarine wehren, aber der Übermacht der deutschen Streitkräfte war aus polnischer Sicht nichts entgegenzusetzen. Selbst polnische Seeerfolge hätten an dem Kriegsverlauf zu Lande nichts geändert; die Schiffe hätten ohnehin flüchten müssen, was ihnen wahrscheinlich nicht mehr geglückt wäre.
Die für den Angriff auf die drei polnischen Zerstörer vorgesehenen deutschen leichten Kreuzer fanden ihr geplantes Ziel nicht und wurden durch die Operation Peking indirekt neutralisiert.
Durch den Plan Peking konnten wertvolle Einheiten mitsamt ihren Besatzungen den Alliierten erhalten bleiben, die im weiteren Verlauf des Krieges mehr bewirken konnten als im September 1939 in der Ostsee.
ORP Błyskawica und Burza überstanden den Krieg und kehrten anschließend nach Polen zurück, die Grom ging am 4. Mai 1940 während der deutschen Invasion in Norwegen verloren.

## Erläuterungen
1. ↑  ORP ist die Abkürzung für Okręt Rzeczypospolitej Polskiej und der Namenspräfix polnischer Schiffe. ORP bedeutet Schiff der Republik Polen.
2. ↑  erwähnt werden nur die für den Fall Weiß eingesetzten Einheiten. Inaktive Einheiten in der Ostsee oder Einheiten in anderen Seegebieten (zum Beispiel Nordsee) werden nicht betrachtet.
3. ↑  Text des Beistandspaktes ohne Zusatzprotokoll